# Hirtenbach (Horbach, Hinterweidenthal)
Der Hirtenbach ist ein linker Nebenfluss des Horbachs im rheinland-pfälzischen Landkreis Südwestpfalz und mit insgesamt 3,7 Kilometer dessen längster Zufluss.

## Geographie

### Verlauf
Der Bach entspringt im Westen der Waldgemarkung von Hauenstein, deren Siedlungsrand über einen Kilometer im Nordosten liegt. Zunächst fließt er in nördlicher Richtung und durchläuft bereits kurz nach seiner Quelle einen See. Nach rund zwei Kilometern verschwindet er in einer unterirdischen Verdolung und streift in dieser den äußersten Westrand des Hauensteiner Industriegebiets. Dort nimmt er von rechts und zuletzt Osten den Hauensteiner Bach auf, seinen stärksten Zufluss, und wendet sich an dessen Zumündung nach Westen. Fortan verläuft er im Grenzgebiet zwischen Dahner Felsenland und Frankenweide.
Nach einem Kilometer tritt er wieder an die Oberfläche und läuft nun parallel zur Bundesstraße 10 sowie zur Bahnstrecke Landau–Rohrbach. Wenig später nimmt er von rechts mit dem Schwemmwasser einen Zufluss aus dem Nordosten auf und läuft dann dem Südwestfuß des Schwemmwasserkopf entlang. Danach überschreitet er die Gemarkungsgrenze zur Ortsgemeinde Hinterweidenthal, die Hauensteiner Gemarkung reicht aber weiterhin bis an den rechten Hangfuß herab. Nach zwei Kilometern nun westwärts dem Südfuß des 432 m hohen Großen Horbergs entlang mündet er beim Wohnplatz Horbacherhof von Hinterweidenthal von links in den Horbach.

### Zuflüsse
- Hauensteiner Bach (rechts), 2,4 km und 2,1 km²
- Schwemmwasser (rechts), 2,0 km und 2,0 km²